# SDL39型柴油机车
SDL39型柴油机车是美国通用汽车易安迪公司（GM-EMD）在1968年推出的一款电力传动柴油机车。该型机车是在SD39型柴油机车的基础上，根据密尔沃基铁路提出的要求而研制的轻型干线调车机车，用来取代该公司原本使用的RSC-2型柴油机车。1969年3月至1972年11月，易安迪公司为密尔沃基铁路制造了两批共10台SDL39型柴油机车（机车编号581～590）。除了581号机车于1983年因事故报废外，其余9台机车于1985年随着密尔沃基铁路的破产而被苏线铁路接手。1987年，苏线铁路出售部分业务予威斯康星中央运输公司，这批机车亦随之转移到新公司。至2000年代初，威斯康星中央运输公司被加拿大国家铁路收购后，SDL39型柴油机车被退回铁路机车租货公司，并重新出售给位于南美洲的智利太平洋铁路（FEPASA）。
SDL39型柴油机车是干线货运用的六轴柴油机车，可被视为SD39型柴油机车的轻量化版本。车体与底架结构与GP38型柴油机车相同，采用单司机室、底架承载结构、双侧外走廊的罩式车体，车体上部自前向后由电气室、司机室、动力室、冷却室四部分组成，其中电气室一端称为短罩端，动力室和冷却室一端称为长罩端。机车走行部采用两台原用于出口车型的GL-C轻型三轴转向架，而非SD39型柴油机车使用之“Flexicoil”三轴转向架。动力装置与SD39型柴油机车保持相同，为一台12气缸、二冲程、水冷式、涡轮增压的12-645E3型柴油机。传动系统采用直—直流电传动，柴油机直接驱动一台D33型直流发电机，发出的直流电供给六台D77型直流牵引电动机。牵引电动机采用轴悬式驱动方式，牵引齿轮传动比为4.13（62：15）。